# 李國鳳 (元朝)
李国凤（？—?），字景仪，济南（今山东省济南市）人，元朝政治人物，元顺帝时中书参知政事。

## 生平
元顺帝至正十一年（1351年），李国凤中进士。至正十八年（1358年）以治书侍御史经略江南，升任为侍御史。至正二十四年（1364年），转任中书省参知政事。至正二十六年（1366年），升任中书省左丞。至正二十七年（1367年），建议皇太子立抚军院，总领天下兵马，以攻打扩廓帖木儿，转任抚军院同知。至正二十八年（1368年），事情失败被废黜。